# Pruskołęka
Pruskołęka [pronunciación en polaco: /pruskɔˈwɛŋka/] es un pueblo ubicado en el distrito administrativo de Gmina Chorzele, dentro del Condado de Przasnysz, Voivodato de Mazovia, en el este de Polonia central. Se encuentra aproximadamente a 10 kilómetros al este de Chorzele, a 30 kilómetros al norte de Przasnysz, y a 117 kilómetros al norte de Varsovia.